# Festival Internacional de Cine de Cannes de 2020
La 73° edición del Festival Internacional de Cine de Cannes estaba programada para 2020. El 13 de enero de 2020, el director estadounidense Spike Lee fue nombrado presidente del jurado. Aunque el festival estaba planeado originalmente para tener lugar del 12 al 23 de mayo de 2020, debido a la pandemia de coronavirus en Francia la administración del certamen anunció el 14 de abril de 2020 que el festival no podría celebrarse en su "forma original", anunciando que estaban explorando otras opciones para poder realizarlo.
Tras señalar que el evento no sería cancelado, los organizadores consideraron celebrar el festival en junio o julio de 2020. A mediados de marzo, el principal recinto del festival, el Gran Auditorio Louis Lumière, fue dispuesto como un refugio temporal para las personas sin hogar. En mayo de 2020, el delegado general del festival, Thierry Frémaux, señaló que no se llevaría a cabo una edición física del evento, aclarando que en junio presentarían la selección oficial de películas y colaborarían con otros festivales para coordinar su exhibición durante los meses siguientes.

## Selección oficial
La selección oficial de películas fue informada el 3 de junio de 2020, contando con 56 títulos que fueron escogidos a partir de un total de 2067 candidatas. Debido a que se optó por no realizar una edición presencial del festival, las cintas seleccionadas en esta edición no compiten por premios, recibiendo en cambio un reconocimiento de parte del festival que busca "ayudar a estas películas y potenciar su carrera en Francia y en el extranjero, además de reafirmar la importancia de las salas para aquello que forma el valor del séptimo arte". Los largometrajes tampoco fueron divididos a través de las categorías tradicionales, como Un certain regard, siendo agrupadas a partir de categorías que hacen referencia al género de las películas o al vínculo previo de algunos directores con el festival.
| Título en español     | Título original                  | Director(es)      | País de producción |
| --------------------- | -------------------------------- | ----------------- | ------------------ |
| La crónica francesa   | The French Dispatch              | Wes Anderson      | Estados Unidos     |
| Verano del 85         | Été 85                           | François Ozon     | Francia            |
|                       | Asa Ga Kuru                      | Naomi Kawase      | Japón              |
|                       | Lovers Rock                      | Steve McQueen     | Reino Unido        |
|                       | Mangrove                         | Steve McQueen     | Reino Unido        |
| Otra ronda            | Druk                             | Thomas Vinterberg | Dinamarca          |
|                       | ADN                              | Maïwenn           | Francia / Argelia  |
|                       | Last Words                       | Jonathan Nossiter | Estados Unidos     |
|                       | Heaven: To the Land of Happiness | Im Sang-soo       | Corea del Sur      |
| El olvido que seremos | El olvido que seremos            | Fernando Trueba   | Colombia           |
|                       | Peninsula                        | Yeon Sang-ho      | Corea del Sur      |
|                       | In the Dusk                      | Sharunas Bartas   | Lituania           |
|                       | Des Hommes                       | Lucas Belvaux     | Bélgica            |
|                       | The Real Thing                   | Kôji Fukada       | Japón              |

| Título en español | Título original                             | Director(es)                  | País de producción |
| ----------------- | ------------------------------------------- | ----------------------------- | ------------------ |
|                   | Passion Simple                              | Danielle Arbid                | Líbano             |
|                   | A Good Man                                  | Marie Castille Mention-Schaar | Francia            |
|                   | Les choses q'uon dit, les choses q'uon fait | Emmanuel Mouret               | Francia            |
|                   | Souad                                       | Ayten Amin                    | Egipto             |
|                   | Limbo                                       | Ben Sharrock                  | Reino Unido        |
|                   | Rouge                                       | Farid Bentoumi                | Francia            |
|                   | Sweat                                       | Magnus Von Horn               | Suecia             |
|                   | Teddy                                       | Ludovic y Zoran Boukherman    | Francia            |
|                   | February                                    | Kamen Kalev                   | Bulgaria           |
|                   | Ammonite                                    | Francis Lee                   | Reino Unido        |
|                   | Un médecin de nuit                          | Elie Wajeman                  | Francia            |
|                   | Enfant Terrible                             | Oskar Roehler                 | Alemania           |
|                   | Nadia, Butterfly                            | Pascal Plante                 | Canadá             |
|                   | Here We Are                                 | Nir Bergman                   | Israel             |

| Título en español | Título original                | Director(es)                                                            | País de producción |
| ----------------- | ------------------------------ | ----------------------------------------------------------------------- | ------------------ |
|                   | Septep: The Story of Hong Kong | Ann Hui, Johnnie To, Tsui Hark, Sammo Hung, Yuen Woo-ping y Patrick Tam | Hong Kong          |

| Título en español | Título original                       | Director(es)                   | País de producción |
| ----------------- | ------------------------------------- | ------------------------------ | ------------------ |
|                   | Falling                               | Viggo Mortensen                | Estados Unidos     |
|                   | Pleasure                              | Ninja Thyberg                  | Suecia             |
|                   | Slalom                                | Charlène Favier                | Francia            |
|                   | Casa de Antiguidades                  | Joao Paulo Miranda Maria       | Brasil             |
|                   | Broken Keys                           | Jimmy Keirouz                  | Líbano             |
|                   | Ibrahim                               | Samir Guesmi                   | Francia            |
|                   | Beginning                             | Dea Kulumbegashvili            | Georgia            |
|                   | Gagarine                              | Fanny Liatard y Jérémy Trouilh | Francia            |
|                   | 16 Printemps                          | Suzanne Lindon                 | Francia            |
|                   | Vaurien                               | Peter Dourountzis              | Francia            |
|                   | Garçon Chiffon                        | Nicolas Maury                  | Francia            |
|                   | Si Le Vent Tombe                      | Nora Martirosyan               | Armenia            |
|                   | John and the Hole                     | Pascual Sisto                  | Estados Unidos     |
|                   | Striding Into the Wind                | Wei Shujun                     | China              |
|                   | The Death of Cinema and My Father Too | Dani Rosenberg                 | Israel             |

| Título en español | Título original           | Director(es)                   | País de producción              |
| ----------------- | ------------------------- | ------------------------------ | ------------------------------- |
|                   | En route pour le milliard | Dieudo Hamadi                  | República Democrática del Congo |
|                   | The Truffle Hunters       | Michael Dwek y Gregory Kershaw | Estados Unidos                  |
|                   | 9 jours a raqqa           | Xavier de Lauzanne             | Francia                         |

| Título en español | Título original              | Director(es)     | País de producción |
| ----------------- | ---------------------------- | ---------------- | ------------------ |
|                   | Antoinette dans les Cévennes | Caroline Vignal  | Francia            |
|                   | Les deux Alfred              | Bruno Podalydès  | Francia            |
|                   | Un triomphe                  | Emmanuel Courcol | Francia            |
|                   | L'origine du monde           | Laurent Lafitte  | Francia            |
|                   | Le discours                  | Laurent Tirard   | Francia            |

| Título en español | Título original | Director(es)           | País de producción |
| ----------------- | --------------- | ---------------------- | ------------------ |
|                   | Aya To Majo     | Gorō Miyazaki          | Japón              |
|                   | Flee            | Jonas Posher Rasmussen | Dinamarca          |
|                   | Josep           | Aurel                  | Francia            |
|                   | Soul            | Pete Docter            | Estados Unidos     |